# الإقحوانات (فلم)
الإقحوانات (بالتشيكية: Sedmikrásky) فيلم سريالي درامي تشيكوسلوفاكي لعام 1966 من تأليف وإخراج فيرا تشيتيلوفا، ويعتبر الفيلم بشكل عام علامة فارقة في حركة الموجة التشيكوسلوفاكية الجديدة. الفيلم يروي قصة فتاتين صغيرتين كلاهما تدعى ماري، تمران بمقالب غريبة. كان هدف الفيلم، والذي كان مخططًا له في الأصل، أنه سخرية من الإنحطاط البرجوازي، وأشارت تشيلوفا إلى أن فيلمها «مقبرة لإسلوب حياة سلبي».

## طاقم التمثيل
جيتكا سيرهوفا: في دور ماري الأولى
إيفانا كاربانوفا: في دور ماري الثانية
ماري شيشكوفا: في دور امرأة في الحمام
جيرينا مسكوفا: في دور عاملة المراحيض
مارسيلا بريزينوفا: في دور عاملة المراحيض
يوليوس ألبرت: في دور رجل أنيق كبير
اولدريتش هورا: في دور شاب أنيق
جان كلوزاك: في دور ولد أنيق
جوزيف كونيشيك: في دور راقص
يارومير فوماشكا: في دور رجل نبيل وسعيد
(في وقت الإنتاج، لم تكن سيرهوفا أو كاربانوفا ممثلات محترفات، حيث كانت الأولى طالبة والأخيرة تعمل في مجال المبيعات. وصفت الكاتبة المشاركة إستر كرومباتشوفا أبطال الفيلم على أنهم فتاتان صغيرتان سخيفتان لكن كان من الممكن أيضًا أن يكونا قائدتين).

## أحداث الفيلم
يبدأ الفيلم بطائرات تقصف الأرض، وهي لقطات مأخوذة من لقطات للبحرية الأمريكية تم التقاطها في مسرح المحيط الهادئ خلال الحرب العالمية الثانية. يظهر في المشهد الأول الشخصيتين الرئيسيتين يجلسان بملابس السباحة، محادثتهم آلية ومن تلك اللحظة يقرروا أن يكونوا سيئين. يظهر المشهد التالي ماري الأولى وماري الثانية ترقصان أمام شجرة لها العديد من الثمار وتشبه شجرة معرفة الخير والشر. بمجرد أن تأكل ماري من الشجرة، تسقطان وتظهران في شقتهما. تحاول ماري الثانية الإنتحار بملء الغرفة بالغاز، لكنها تفشل لأنها تركت النافذة مفتوحة. في سلسلة طويلة من المشاهد، نتابع الفتاتتين تذهبان في مواعيد مع مجموعة من الرجال الأكبر سنًا. في كل مشهد، تتناول الفتاتان الكثير من الطعام بينما تسخران من الرجل الذي تتواعدان معه، والذي ينفذ صبره، وعند هذه النقطة تقول الفتاتان إنهما تأخرتا على موعد القطارات، ويتركان الرجل في محطة القطار.
تذهب الفتاتان في النهاية إلى ملهى ليلي في براغ حيث يقمن بأداء عرض راقص على طراز عشرينيات القرن الماضي وتضايقان الزبائن بسلوكهما الغريب وهما في حالة سكر.  تذهب ماري الثانية أيضًا إلى شقة رجل جامع فراشات، ويصرح الرجل مرارًا وتكرارًا بحبه لماري الثانية التي يسميها جولي، وفي النهاية، تقول ماري إنها تريد أن تأكل. تتوالى مشاهد وفيها الفتاتين في غرف مختلفة أثناء الإستماع إلى الخاطبين وهم يتحدثون عن حبهم عبر الهاتف. تلتقي الفتاتان بإمرأة أكبر سناً، تتوسل إليهن بالبقاء معها قليلاً، وأثناء عدم تواجد المرأة، يقمنا بسرقتها والمغادرة، وبعد ذلك يتفلسفا حول أفعالهما.
يُختتم الفيلم بلقطات حرب مشابهة للبداية، وينتهي بكلمات مقتبسة تقول: أن الفيلم «مخصص لأولئك الذين ينزعجون فقط من فراش من الخس».

## الموضوع والأسلوب
طوال الفيلم، تتكلم الشخصيتان الرئيسيتان عن الشباب والسعادة والوجود وحالة الفساد. يحتوي الفيلم على القليل جدًا من بنية الحبكة القصصية، وتنتقل المشاهد من مشهد إلى آخر بطريقة فوضوية، وغالبًا ما يتم التبديل بين اللقطات الملونة بالأبيض والأسود ومرشحات الالوان لتبدو الشاشة كلها بلون واحد. يتضمن الفيلم العديد من المشاهد التهريجية، وتستنفذ الشخصيات قدرًا كبيرًا من الفيلم في تناول الطعام أو اللعب به.

## إستقبال الفيلم
لاقى الفيلم على المستوى المحلي إستحسان الجمهور والنقاد التشيكيين. كتب الناقد السينمائي أنطون ج. ليهام: «فيلمًا رائعًا ليس فقط للمشاهدين الذين يقدرون أهميته الفنية، ولكن أيضًا لأولئك الذين يريدون الترفيه فقط وقد يفوتهم قيمته عند المشاهدة الأولى». وصف المؤلف ميلان كونديرا الفيلم بأنه «صنع ببراعة» وكتب: «وحشية الشخصيات الرئيسية تم تصويرها بأناقة وشاعرية وحلم وجمال، ولكن دون أن تصبح أقل وحشية». حاز الفيلم على جائزة تريلوبيت لأفضل فيلم تشيكوسلوفاكي لعام 1966 من قبل اتحاد السينما والتلفزيون. لكن بعد أن إنتقده النائب الشيوعي ياروسلاف بروزينيك خلال إستجوابات في مايو 1967، تم سحب الفيلم من جميع دور السينما الكبرى بسبب «تصويره»، ولم يُعرض إلا في أماكن خاصة.
نال الفيلم إستحسانًا كبيرًا في أوروبا. الصحفي الفرنسي بيير بيلارد، الذي يكتب لصحيفة «لكسبريس»، قارن الإقحوانات بأفلام ماك سينيت وماركس براذرز ووصف الفيلم بأنه «إحتفال كبير بالسخافات مع البراعة الفنية والإخراج الفني الرائع الذي نادرًا ما يتحقق». كان الإستقبال سلبيًا إلى حدًا ما في الصحافة الأمريكية. كتب بوسلي كروثر في صحيفة نيويورك تايمز: «مهزلة مجنونة ومهزلة مضنية عن فتاتين لعبتين فارغتين تمامًا. طعناتها في الفكاهة والهجاء ببساطة لا تصيب». تم تصنيف الفيلم على إنه الفيلم التشيكي الأعلى مرتبة في الموقع المسمى «إنهم يصورون أفلاما أليس كذلك» وهو موقع على الإنترنت لأفضل قوائم النقاد السينمائيين، وتم إدراجه أيضًا على أنه سادس أعظم فيلم أخرجته امرأة في إستطلاع رأي أجرته هيئة الإذاعة البريطانية والذي صدر في 26 نوفمبر 2019. منح موقع الطماطم الفاسدة تقييم 83%.

## الجوائز
جائزة تريلوبيت لأفضل فيلم تشيكوسلوفاكي Trilobit Award for the Best Czechoslovak movie عام 1966.
الجائزة الكبرى لجمعية نقاد السينما البلجيكية Grand Prix de l'UCC لأفضل فيلم عام 1968.  

## وصلات خارجية
- مقالات تستعمل روابط فنية بلا صلة مع ويكي بيانات